# Diviaky nad Nitricou
Diviaky nad Nitricou (allemand : Diwegg an der Nitritz, hongrois : Nyitradivék) est un village de Slovaquie situé dans la région de Trenčín.

## Histoire
La première mention écrite du village date de 1246.

## Démographie

### Évolution de la population
| Année:               | 1994. | 2004.   | 2014.   | 2024.   |
| -------------------- | ----- | ------- | ------- | ------- |
| Nombre de personnes: | 1763  | 1798    | 1761    | 1760    |
| Différence:          |       | +1,98 % | -2,05 % | -0,05 % |

| Année:               | 2023. | 2024.   |
| -------------------- | ----- | ------- |
| Nombre de personnes: | 1771  | 1760    |
| Différence:          |       | -0,62 % |